# Xantommatina reduttasi
La xantommatina reduttasi è un enzima appartenente alla classe delle ossidoreduttasi, che catalizza la seguente reazione:
5,12-diidroxantommatina + NAD+ ⇄ xantommatina + NADH + H+
L'enzima è stato caratterizzato in Drosophila melanogaster.